# BattleBit Remastered
BattleBit Remastered est un jeu vidéo de tir à la première personne en ligne massivement multijoueur développé par une équipe de trois développeurs indépendants : SgtOkiDoki, Vilaskis et TheLiquidHorse.
Plongeant les joueurs dans un conflit fictif entre les États-Unis et la Russie, BattleBit permet jusqu'à 254 joueurs de s'affronter dans des matchs joueur contre joueur sur de grandes cartes de jeu. Le jeu tire une forte inspiration de la série Battlefield, du studio DICE, avec des mécanismes de jeu similaires à ceux des précédents opus de cette franchise, tels que des classes de personnages et des environnements destructibles.
Il est publié par SgtOkiDoki pour Microsoft Windows exclusivement via la plateforme de distribution Steam en accès anticipé le 15 juin 2023. Le jeu obtient rapidement une grande popularité et est un succès financier, avec plus de 1,8 million d'exemplaires vendus au cours des deux premières semaines suivant sa sortie. Il est également acclamé par la critique pour son gameplay axé sur le travail d'équipe, ses visuels low poly, sa conception de jeu conviviale, ainsi que sa simplicité et son caractère unique.

## Système de jeu
BattleBit Remastered est un jeu de tir à la première personne multijoueur en équipe dans lequel les joueurs, divisés en deux équipes opposées représentant les forces armées des États-Unis et les forces armées de la fédération de Russie, s'affrontent pour atteindre des objectifs sur une grande carte. Les joueurs peuvent jouer à 32 contre 32, à 64 contre 64, ou à 127 contre 127.
Les joueurs sont regroupés en diverses escouades au sein de leur équipe, avec la possibilité de sélectionner l'une des six classes offrant des équipements distincts, chacune destinée à remplir des tâches spécifiques : 
- Chef d'escouade, chargé de commander avec la possibilité de placer des points de ralliement et de spawn, puis pouvant ordonner des frappes aériennes ;
- Assaut, un combattant basique et polyvalent ;
- Médecin, chargé de guérir et de réanimer rapidement ses coéquipiers blessés ;
- Soutien, centré sur le tir de suppression, pouvant déployer des caisses de munitions ;
- Ingénieur, centré sur le génie militaire et la sape, avec accès à des armes explosives pour détruire les structures et les véhicules ennemis ;
- Recon, centré sur la reconnaissance et les tactiques de hit-and-run[2].

Chaque classe a un accès limité à certaines armes et équipements, bien qu'il en existe une gamme variée sous différents types et sous-types de fusils, mitraillettes, mitrailleuses, armes de poing, grenades et mines terrestres. Il n'est notamment pas prévu d'ajouter des fusils de chasse, apparemment en raison de leur rôle réduit dans la guerre contemporaine. Toutes les armes à feu du jeu sont partagées par chaque équipe et sont débloquées en fonction du rang du joueur. Elles peuvent être modifiées avec des accessoires. Chaque classe dispose également d'un avatar en fonction du rang et de l'équipe du joueur, avec différents couvre-chefs, gilets pare-balles, ceintures utilitaires et sacs à dos qui affectent la capacité de survie et les munitions transportées, ainsi que des options cosmétiques.
Le jeu se concentre principalement sur le combat d'infanterie, mais en fonction du mode et de la carte, les joueurs peuvent également avoir accès à des véhicules terrestres, des embarcations et des avions militaires.
Le gameplay est centré sur le travail d'équipe : si le temps nécessaire pour tuer un adversaire est court, les joueurs dont les points de vies sont épuisés entrent dans un état à terre au lieu d'être directement tués, et n'importe lequel de leurs coéquipiers peut les mettre en sécurité et les réanimer à condition qu'ils possèdent au moins un bandage, bien que les médecins portent plus de bandages et puissent réanimer plus rapidement. Les joueurs peuvent également utiliser des explosifs et des véhicules pour détruire certaines structures sur chaque carte, offrant ainsi à leurs coéquipiers et ennemis une meilleure vue les uns des autres et des points d'accès aux bâtiments.
L'utilisation du chat vocal est facultative, mais le jeu l'encourage activement : tous les échanges vocaux se limitent à une « proximité » définie (audibles uniquement à une certaine distance) et sont accessibles aux joueurs des deux équipes. La modération du contenu est mise en évidence par le jeu via un avertissement automatique lors de la connexion à un serveur, et les joueurs signalés pour tricherie ou discours de haine sont bannis.

## Développement
BattleBit Remastered est annoncé pour la première fois via la rubrique Steam Greenlight sous le nom de BattleBit en décembre 2016 en tant que premier projet pour SgtOkiDoki, Vilaskis et TheLiquidHorse. Les trois développeurs indépendants sont les seuls créateurs du jeu et leurs expériences précédentes concernaient la création de mods,. Ils citent des jeux tels que Battlefield, Squad, Insurgency: Sandstorm, Ace of Spades et Hell Let Loose comme sources d'inspiration pour BattleBit.
L'intention initiale de BattleBit était de fournir une expérience MilSim accessible aux joueurs disposant d'un matériel moins puissant. Cela est motivé par les propres expériences des développeurs sur des ordinateurs portables et des ordinateurs de bureau plus anciens. Cependant, à mesure que le développement se poursuit et que les tests bêta sont effectués, la décision est prise de s'orienter vers une expérience plus décontractée mais néanmoins axée sur le réalisme.
Malgré l'ajout de « Remastered » dans le nom du jeu, BattleBit Remastered n'est pas réellement un remaster ou un remake d'un jeu existant. Son nom est plutôt une inside joke faisant référence aux nombreux redémarrages du développement.
Au cours de l'année précédant sa sortie, la popularité du jeu croît fortement, ce qui a été attribué au marketing de bouche à oreille ainsi qu'à l'exposition des streamers aux versions préliminaires du jeu,.
Le système anti-triche est Easy Anti-Cheat, mais devrait être remplacé par une variante de Faceit conçue pour être compatible avec Linux et donc aussi avec SteamOS du Steam Deck,.

## Accueil
Selon le site PC Gamer, BattleBit est l'un des jeux les plus populaires sur Steam en 2023, avec 1,8 million d'exemplaires vendus dans les deux semaines suivant sa sortie,.
La simplicité globale du jeu est largement saluée et fréquemment comparée aux entrées précédentes de Battlefield. Morgan Park de PC Gamer décrit positivement BattleBit comme « un FPS indépendant qui bouge comme Battlefield, se comporte comme le hardcore milsim Squad et ressemble à Roblox », soulignant la popularité du jeu, son bas prix, l'absence de microtransactions et de passe de combat, et la simplicité sincère de son utilisation. Patrick Gill de Polygon fait des comparaisons similaires et le voit comme une renaissance des « bacs à sable burlesques absolument désarticulées » dans les jeux de tir du début des années 2010 tels que Battlefield: Bad Company 2 et Battlefield 3. Eric Van Allen de Destructoid est d'accord, le comparant à ses souvenirs de Battlefield 2. En comparant BattleBit à la série Battlefield en général, Gabriel Moss d'IGN fait l'éloge du gameplay, de la conception du jeu et de la personnalisation, le décrivant comme ayant « la plupart des attributs d'un bon jeu Battlefield », mais critique le système de réanimation plus long et les mécanismes inhabituels des véhicules du jeu, bien qu'il ait admis que ceux-ci étaient peut-être tout simplement inachevés à l'époque. Chris Allnutt du Financial Times note que le jeu manquait de nombreux éléments communs à d'autres jeux de tir, comme une intrigue détaillée ou une interface flashy, en faveur d'un principe ouvert et de menus utilitaires. Ben Sledge de TheGamer le résume comme « un bon jeu de tir en équipe à l'ancienne ».
Les graphismes low poly et l'optimisation du jeu ont grandement été soulignés par les critiques. Rosalie Newcomb de PCGamesN note que la configuration système minimale requise pour le jeu est à peine exigeante et suggère « qu'il pourrait probablement fonctionner sur un grille-pain ». Allnutt est d'accord avec l'idée que les graphismes low poly du jeu le rendent considérablement plus accessible aux joueurs ayant des spécifications matérielles inférieures, ajoutant que son optimisation lui donne une taille relativement petite de 2 gigaoctets par rapport aux jeux de tir contemporains pesant environ 125 gigaoctets comme Call of Duty: Modern Warfare II. De nombreux critiques ont comparé le style visuel de BattleBit à celui de Roblox,,, au point que les développeurs ont clarifié une absence de relation entre les deux jeux dans la section FAQ du site officiel.
La conception de la carte et la mécanique de l'environnement destructible ont été assez bien accueillies. Van Allen décrit les environnements destructibles comme le « plus grand attrait » du jeu mais note que la conception de certaines cartes pourrait entraîner une impasse dans les batailles, car les joueurs ont souvent recours aux grenades et à des charges sporadiques depuis des positions sécurisées, au lieu d’élaborer des stratégies et de se coordonner.
Le gameplay axé sur le travail d'équipe et l'existence du chat vocal sont notés dans diverses critiques comme permettant de bonnes relations entre les joueurs. Van Allen déclare que même s'il se retrouvait souvent seul à jouer, une escouade coordonnée pourrait avoir un effet notable sur une bataille en cours. Park raconte que de nombreux joueurs avaient des « jeux de rôle impromptus », comme appeler des médecins ou mener leur équipe au combat. Sledge note lors de sa sortie que « la communauté semble saine jusqu'à présent, et des inconnus font même tout leur possible pour vous réanimer lorsque vous êtes abattu, ce qui est un véritable miracle dans un jeu de tir ».

### Note
- (en) Cet article est partiellement ou en totalité issu de l’article de Wikipédia en anglais intitulé « BattleBit Remastered » (voir la liste des auteurs).